# Абдель Салям Бурайни аль-Уйяли
Абдель Салям Бурайни аль-Уйяли (араб. عبد السلام العجيلي آل بوراني‎) — ливийский политик и государственный деятель. Был министром финансов Высшего народного комитета Ливии в период, когда его возглавлял Имбарек Шамех — с 2000 года по 2003 год.